# District de Cambray
Pour les articles homonymes, voir Cambray (homonymie).
Le district de Cambray est une ancienne division territoriale française du département du Nord de 1790 à 1795.
Il était composé des cantons de Cambray, Abancourt, Catteau, Estourmel, Ribécourt et Walincourt.

## Galerie

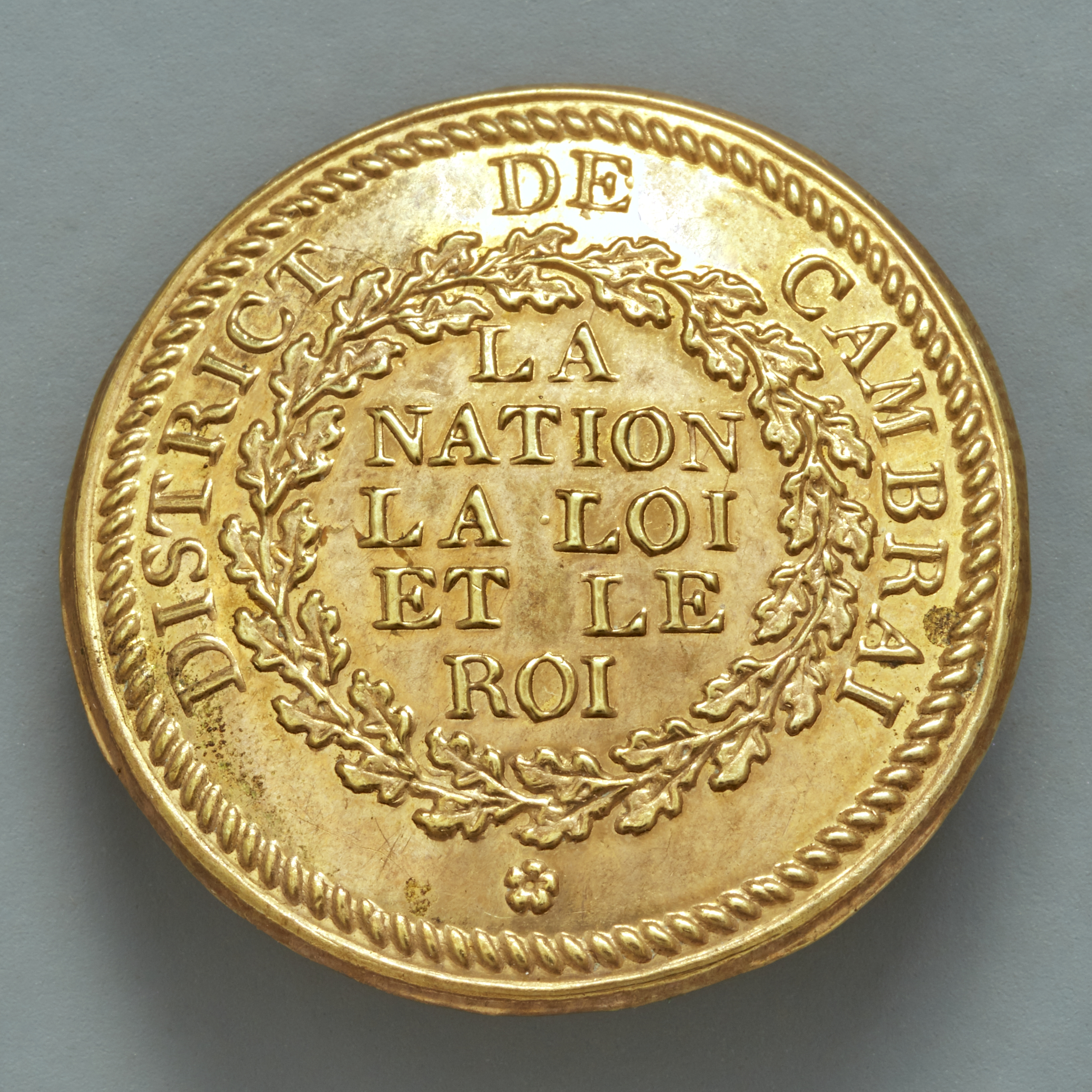
Bouton (musée Carnavalet) :  DISTRICT DE CAMBRAI